# Кочейшвілі Борис Петрович
Борис Петрович Кочейшвілі (* 1940, Електросталь, Московська область, РРФСР, СРСР) — радянський і російський художник-графік і поет.

## Життєпис
У 1962 році закінчив Московське державне академічне художнє училище. У 60-ті роки почав кар'єру художника, з 1963 бере участь у російських та міжнародних виставках. 
З 1964 — член Спілки художників Росії.
Перебував у шлюбі з Лією Ахеджаковою. Живе і працює в Москві.

## Фільмографія
- «То чоловік, то жінка» (1989, Борис, художник)